# استجواب (فلسفة)
في النظرية الماركسية، يعتبر الاستجواب مفهومًا مهمًا فيما يتعلق بمفهوم الإيديولوجية. يرتبط بشكل خاص بعمل الفيلسوف الفرنسي لويس ألتوسر.
ووفقاً لألثوسر، فإن كل مجتمع يتكون من أجهزة الدولة الأيديولوجية وأجهزة الدولة القمعية التي لها دور فعال في الاستنساخ المستمر للعلاقات من أجل إنتاج ذلك المجتمع. وفي حين أن وكالات الأمن العام تنتمي إلى المجال الخاص وتشير إلى المؤسسات الخاصة (الأسرة والكنيسة وكذلك وسائط الإعلام والسياسة)، فإن هيئة الرقابة الداخلية هي مؤسسة عامة واحدة (الشرطة/الجيش) تسيطر عليها الحكومة. وبالتالي، فإن «التجاوز» يصف العملية التي تشكل بها الأيديولوجية، المتجسدة في المؤسسات الاجتماعية والسياسية الرئيسية (الوكالات الدولية للضمان الدولي RSAs)، طبيعة هويات الأشخاص الفرديين من خلال عملية «الإشادة» التي تنطوي عليها في المجالات الاجتماعية.
وقد قدم فكر ألتوسر مساهمات كبيرة للفلاسفة الفرنسيين الآخرين، ولا سيما ديريدا، وكريستيفا، وبارتيس، وفوكولت، وديلوز.